# Liu Chuang (taekwondo)
Liu Chuang es un deportista chino que compitió en taekwondo.
Ganó una medalla de bronce en el Campeonato Mundial de Taekwondo de 1997, y una medalla de bronce en el Campeonato Asiático de Taekwondo de 1998. En los Juegos Asiáticos de 1998 consiguió una medalla de bronce.

## Palmarés internacional
| Campeonato Mundial  | Campeonato Mundial           | Campeonato Mundial | Campeonato Mundial |
| Año                 | Lugar                        | Medalla            | Categoría          |
| ------------------- | ---------------------------- | ------------------ | ------------------ |
| 1997                | Hong Kong (China)            | Medalla de bronce  | –58 kg             |
| Juegos Asiáticos    |                              |                    |                    |
| Año                 | Lugar                        | Medalla            | Categoría          |
| 1998                | Bangkok (Tailandia)          | Medalla de bronce  | –58 kg             |
| Campeonato Asiático |                              |                    |                    |
| Año                 | Lugar                        | Medalla            | Categoría          |
| 1998                | Ciudad Ho Chi Minh (Vietnam) | Medalla de bronce  | –58 kg             |